# Indotyphlops khoratensis
Espèce
Synonymes
- Typhlops khoratensis Taylor, 1962

Indotyphlops khoratensis est une espèce de serpents de la famille des Typhlopidae. 

## Répartition
Cette espèce est endémique du centre et de l'Est de la Thaïlande.

## Description
Dans sa description Taylor indique que le plus grand spécimen en sa possession mesure 128 mm dont 3 mm pour la queue. Son dos est pratiquement uniformément gris. Sa gueule et sa face ventrale sont blanchâtres. 

## Étymologie
Son nom d'espèce, composé de khorat et du suffixe latin -ensis, « qui vit dans, qui habite », lui a été donné en référence au lieu de sa découverte, le plateau de Khorat.

## Publication originale
- Taylor, 1962 : New oriental reptiles. University of Kansas science bulletin, vol. 43, no 7, p. 209-263 (texte intégral).